# Cystostereum
Cystostereum is een geslacht van schimmels behorend tot de familie Cystostereaceae. De typesoort is Cystostereum murrayi. Het geslacht is beschreven door de Tsjechische mycoloog Zdeněk Pouzar en voor het eerst geldig gepubliceerd in 1959.

## Soorten
Volgens Index Fungorum bevat het geslacht acht soorten (peildatum februari 2022):
| Soortnaam                   | Auteur(s)                        | Publicatiejaar |
| --------------------------- | -------------------------------- | -------------- |
| Cystostereum australe       | Nakasone                         | 1983           |
| Cystostereum heteromorphum  | Hallenb.                         | 1980           |
| Cystostereum kenyense       | Hjortstam                        | 1987           |
| Cystostereum murrayi        | (Berk. & M.A. Curtis) Pouzar     | 1959           |
| Cystostereum pini-canadense | (Schwein.) Parmasto              | 1968           |
| Cystostereum saxitas        | (Burt) A.L. Welden               | 2010           |
| Cystostereum sirmaurense    | R. Kaur, Avn. P. Singh & Dhingra | 2019           |
| Cystostereum stratosum      | Hallenb.                         | 1978           |